# Germán Chavarría
Germán José Chavarría Jiménez (Tibás, 19 de março de 1958) é um ex-futebolista costarriquenho. Ele atuava como meio-campista.

## Carreira
Sua carreira, iniciada em 1978, foi inteiramente dedicada ao Herediano. 

## Seleção
Jogou também pela Seleção da Costa Rica, onde estreou em 1983. Particiopu da Copa de 1990.
Embora tivesse se aposentado por clubes, Chavarría jogaria pelos Ticos até 1994, atuando em um amistoso contra a Colômiba. Depois da partida, seu ciclo futebolístico tinha se encerrado. 